# Prometej (mjesec)
Prometej (grčki Προμηθέας; također Saturn XVI., S/1980 S 27) je prirodni satelit Saturna, te spada u grupu unutarnjih Saturnovih satelita. Kruži oko Saturna na udaljenosti od 139 350 km. Dimenzije su mu 148x85x62 km, što mu daje prosječni promjer od oko 100 km. 
Prometej je 1980. otkrio Stewart A. Collins, a 1985. je nazvan po Titanu Prometeju, koji je ljudima dao vatru, te je bio nećak boga Saturna. 
Postoji i asteroid nazvan po Prometeju - 1809 Prometej. 

## Osnovni podaci
Iz promatranja za vrijeme prolaska Zemlje kroz ravninu Saturnovih prstenova je primjećeno da Prometej kasni za svojim predviđenim položajem čak 20°. Moguća objašnjenja za ovo su promjena orbite zbog nedavnog "susreta" s F-prstenom te drugi mali satelit s kojim Prometej dijeli putanju.
Na unutarnjem rubu F-prstena otkriven je "šiljak" koji pokazuje prema Prometeju. Također, u F-prstenu su otkrivena i područja gdje se prsten sastoji od više međusobno isprepletenih niti, za što je također "okrivljen" Prometej.
Letjelica Cassini-Huygens je 2004. otkrila slabašni prsten neposredno unutar putanje Prometeja.

## Sastav i reljef
Prometej je manje prekriven kraterima od susjednih Pandore, Janusa i Epimeteja. Na Prometeju se uočava nekoliko kratera veličine oko 20 km, te grebeni i doline. Po maloj gustoći i visokom albedu se zaključuje da je Prometej vrlo porozno ledeno tijelo.